# Jan Kazimierz Snarski
Jan Kazimierz Snarski (Śniarski)  herbu Murdelio – podstoli brasławski w latach 1674-1690.
Był elektorem Jana III Sobieskiego z województwa połockiego w 1674 roku.